# 10 минута и 38 секунди на овом чудном свету
10 минута и 38 секунди на овом чудном свету (тур. On Dakika Otuz Sekiz Saniye) је роман турске списатељице Елиф Шафак из 2019. који је и њено једанаесто дело.  Прича је о једној жени проститутки у Истанбулу.   Роман је издао "Viking Press" 2019. године.

## О роману
Главни јунак овог романа је Лејла и њен живот као необичне истанбулске проститутке. У Вану, на истоку Турске, 6. јануара 1947. године, у породици са две жене, једним мужем и јатом голубова на крову, рођена је Лејла Афифе Камиле. Принцеза с рођења која заврши у контејнеру на крају.
Својом породицом назвала је дружину пријатеља коју чине: Налан Носталгија, Синан Саботажа, Зајнеп122, Химејра Холивуд и Џамила. Аутсајдерска петорка састављена од једног штребера, једне Африканке, једног кепеца, ноћне певачице и трансвестита, у граду на Босфору, у граду на два континента и два мора, у граду у ком вам живот може бити и бајка и пустиња.
Други јунак романа је град, Истанбул, са својим бројним житељима који су сви дошли однекуд у потрази за бољим животом. Тако је и суморни, догмама и хипокризијом омеђени живот провинције одбацио Лејлу и приморао је да крене у највећи град. Сама и без образовања, брзо је схватила да нема избора. Њена борба за опстанак одвија се физички на самом дну друштва, а духовно у плими искреног, идеализованог пријатељства одбачених. Приказујући тамни, подземни Истанбул као чудовиште које гута људе, добровољне жртве, Шафак дотиче бројне осетљиве теме савремене Турске.

## Радња
10 минута и 38 секунди на овом чудном свету почиње  1990. године са „Текилом Лејлом“, која је проститутка.   Књига садржи и приче о њених пет пријатеља који су одбачени, који не деле достојан значај у либералној земљи. Лејла улази у стање свести у својим последњим тренуцима, након што је убијена и остављена у контејнеру испред Истанбула. „Док турско сунце излази изнад ње, а њени пријатељи чврсто спавају у близини, она размишља о свом смртном постојању пре вечног одмора.“  У последњим минутима присећа се свог претходног живота; „укус зачињеног козјег паприкаша, који је жртвовао њен отац да прослави дуго очекивано рођење сина; поглед на вреле канте лимуна и шећера којима жене депилирају ноге док мушкарци похађају џамију; мирис кардамома кафу коју Лејла дели са згодним студентом у јавној кући у којој ради. Свако сећање такође подсећа на пријатеље које је стекла у сваком кључном тренутку у свом животу - на пријатеље који је сада очајнички покушавају да пронађу. . . "   
Кад човек умре, његов мозак настави да ради још неколико драгоцених минута. Тачније, још десет минута и тридесет осам секунди… Шафак је описала како сваки минут након смрти доноси Лејли неку чулну успомену. Лејлина смрт оживљава тајне и чуда модерног Истанбула, призивајући приче о томе како је Лејла упознала и заволела своје пријатеље. Како се Лејлино путовање на онај свет ближи крају, њена ће одабрана породица заокружити њену причу и дати јој несвакидашњи завршетак.
Први минут, односно поглавље, доноси причу о њеној смрти већ и о рођењу, када је одвојена од своје биолошке мајке. Већ у следећем је приказана као шестогодишњакиња, 1953. године, када је Тета (Биназ) збуњује уверавањем да јој је она права мајка. Следећих неколико поглавља – поред описа неколико првих пријатељстава у њеном животу – описују како ју је силовао ујак, а онда и детаље из њеног каснијег живота, када је радила у истанбулском борделу. Година је 1967. и она је већ одавно је напустила свој родни град и дошла у Истанбул. Тада Елиф Шафак уводи друге јунаке који ће јој бити ослонац у животу, сликовито описујући Турке из овог периода. 
У наредним поглављима, описани су животи других Лејлиних пријатеља, у којима се представљају проблеми који коче живот жена у назадном друштву. Они су живописна група ликова (четири жене и један мушкарац), која у великој мери пати од мушког злостављања. Лејлин брак неће бити дугог века, јер јој муж, студент и комуниста, страда у протестима. Након 10 минута, поглавља одбројавају по 10 секунди.
Када истекне време – када се Лејлин мозак угаси – друга половина књиге се пребацује на покушаје Лејлиних петоро пријатеља да јој обезбеде пристојну сахрану јер је сахрањена на гробљу сиромаха. Ту је приказан калеидоскоп различитих судбина.

## Награде
- Ужи избор за награду Букер 2019. [12] [13] [14] [15]
- Књига године Blackwell-а, 2019 [16]
- Ужи избор за награду RSL Ondaatje, 2020 [17]